# Écurey-en-Verdunois
Écurey-en-Verdunois è un comune francese di 142 abitanti situato nel dipartimento della Mosa nella regione del Grand Est.

## Società

### Evoluzione demografica
Abitanti censiti